# Dom św. Stanisława w Krakowie
Dom św. Stanisława – zabytkowa kamienica znajdująca się w Krakowie, w dzielnicy I przy ulicy Kanoniczej 19, na Starym Mieście. Wraz z sąsiednim Domem Dziekańskim jest siedzibą Muzeum Archidiecezjalnego archidiecezji krakowskiej.

## Historia kamienicy
Kamienica została wzniesiona około 1370. W 1455 spłonęła w pożarze, jednak wkrótce została odbudowana. W latach 1539–1560 lub 1537–1540, za sprawą kantora krakowskiego Jana Wilamowskiego, przebudowano ją w stylu renesansowym. W tym okresie powstał dwukondygnacyjny arkadowy krużganek wokół dziedzińca. W latach osiemdziesiątych XVI wieku (data erekcyjna z 1586) Stanisław Krasiński ufundował na drugim piętrze kaplicę św. Stanisława, od której pochodzi nazwa budynku. 
W okresie konfederacji barskiej kamienica została zniszczona a krużganki zamurowane. W latach 1778–1790 gruntownej przebudowy domu dokonał kanonik Jan Kanty Wodzicki. Wówczas powstała obecna siedmioosiowa fasada, zakończona balustradą oraz trójkątnym tympanonem, nakrywającym lekko wystający środkowy ryzalit. 
W latach 1953–1958 w budynku mieszkał Karol Wojtyła, przyszły papież Jan Paweł II. W 1994 w Domu św. Stanisława oraz sąsiednim Domu Dziekańskim ulokowano siedzibę Muzeum Archidiecezjalnego archidiecezji krakowskiej
17 maja 1965 kamienica została wpisana do rejestru zabytków. Znajduje się także w gminnej ewidencji zabytków.